# Gran Hermano VIP
Gran Hermano è un reality televisivo trasmesso in Spagna su Telecinco prodotto da Zeppelin TV (parte della Endemol Shine Iberia). Il titolo s'ispira all'omonimo personaggio del romanzo 1984 di George Orwell, leader dello stato totalitario di Oceania che attraverso le telecamere sorveglia costantemente e reprime il libero arbitrio dei suoi cittadini. Lo slogan del libro Il Grande Fratello vi guarda si riferisce al meccanismo del programma televisivo, nel quale gli autori della trasmissione (il Grande Fratello appunto) hanno il controllo della situazione in casa.
Basato sulla versione olandese creata da John de Mol, lo spettacolo vede diversi coinquilini famosi divisi per sesso, estrazione sociale e posizione geografica rinchiusi in una casa;

## Il programma
La meccanica del concorso è essenzialmente la stessa del Gran Hermano. Un certo numero di coinquilini diversi, celebrità con diversi gradi di fama, sono rinchiusi insieme in una casa, dove il pubblico può guardarli e votarli fuori dalla casa a loro piacimento. I coinquilini vivono isolati dal mondo esterno in una casa costruita su misura con oggetti di uso quotidiano, come frigoriferi e un giardino. La casa include anche telecamere e microfoni nella maggior parte delle stanze per registrare tutte le attività della casa. L'unico posto in cui i coinquilini possono essere lontani dagli altri concorrenti è nella stanza del diario, dove possono esprimere i loro veri sentimenti. Il vincitore è l'ultimo concorrente rimasto in casa e riceve un grosso premio in denaro. I coinquilini vengono sfrattati settimanalmente durante lo spettacolo dal pubblico di spettatori.

## Edizioni
| Edizione | Conduzione           | Periodo           | Periodo          | Giorni | Concorrenti | Montepremi | Vincitore        |
| Edizione | Conduzione           | Inizio            | Fine             | Giorni | Concorrenti | Montepremi | Vincitore        |
| -------- | -------------------- | ----------------- | ---------------- | ------ | ----------- | ---------- | ---------------- |
| 1ª       | Jesus Vàzquez        | 22 gennaio 2004   | 30 marzo 2004    | 69     | 12          | € 60.000   | Marlène Mourreau |
| 2ª       | Jesus Vàzquez        | 6 gennaio 2005    | 17 marzo 2005    | 71     | 13          | € 60.000   | Ivonne Armant    |
| 3ª       | Jordi Gonzàlez       | 11 gennaio 2015   | 26 marzo 2015    | 75     | 15          | € 100.000  | Belen Esteban    |
| 4ª       | Jordi Gonzàlez       | 7 gennaio 2016    | 14 aprile 2016   | 99     | 18          | € 100.000  | Laura Matamoros  |
| 5ª       | Jordi Gonzàlez       | 8 gennaio 2017    | 13 aprile 2017   | 96     | 15          | € 100.000  | Alyson Eckmann   |
| 6ª       | Jorge Javier Vàzquez | 13 settembre 2018 | 20 dicembre 2018 | 99     | 16          | € 100.000  | Miriam Saavedra  |
| 7ª       | Jorge Javier Vàzquez | 11 settembre 2019 | 19 dicembre 2019 | 100    | 16          | € 100.000  | Adara Molinero   |
| 8ª       | Marta Flich          | 14 settembre 2023 | 21 dicembre 2023 | 98     | 20          | € 70.600   | Naomi Asensi     |

## Audience
| Edizione | Rete televisiva | Anno | Stagione          | Programmazione | Programmazione | Programmazione | Programmazione | Programmazione | Programmazione | Programmazione | Telespettatori | Share | Premiere       | Premiere | Finale         | Finale |
| Edizione | Rete televisiva | Anno | Stagione          | L              | M              | M              | G              | V              | S              | D              | Telespettatori | Share | Telespettatori | Share    | Telespettatori | Share  |
| -------- | --------------- | ---- | ----------------- | -------------- | -------------- | -------------- | -------------- | -------------- | -------------- | -------------- | -------------- | ----- | -------------- | -------- | -------------- | ------ |
| 1ª       | Telecinco       | 2004 | inverno           |                |                |                |                |                |                |                | 4.294.000      | 26,9% | —              | —        | 5.935.000      | 36,6%  |
| 2ª       | Telecinco       | 2005 | inverno           |                | 3.968.000      | 25,7%          | 4.605.000      | 33,5%          |                |                |                |       | —              | —        |                |        |
| 3ª       | Telecinco       | 2015 | inverno           | 3.989.000      | 29,79%         | 3.463.000      | 23,7%          | 4.919.000      | 35,9%          |                |                |       |                |          |                |        |
| 4ª       | Telecinco       | 2016 | inverno-primavera | 2.940.000      | 23,57%         | 3.136.000      | 23,4%          | 3.622.000      | 27%            |                |                |       |                |          |                |        |
| 5ª       | Telecinco       | 2017 | inverno-primavera |                |                | 2.094.000      | 18,16%         | 2.261.000      | 17,4%          | 2.157.000      | 21,3%          |       |                |          |                |        |
| 6ª       | Telecinco       | 2018 | autunno           |                |                | 3.123.000      | 29,65%         | 2.473.000      | 24,9%          | 3.649.000      | 32,6%          |       |                |          |                |        |
| 7ª       | Telecinco       | 2019 | autunno           | 3.257.000      | 32,34%         | 2.529.000      | 24,6%          | 4.231.000      | 38,5%          |                |                |       |                |          |                |        |
| 8ª       | Telecinco       | 2023 | autunno           |                |                | 1.106.000      | 13,4%          |                |                |                |                |       |                |          |                |        |

## Programmi correlati

### Il dibattito
È uno spin-off del Gran Hermano che va in onda settimanalmente dal Gran Hermano VIP 3
| Edizione | Conduzione     | Stagione           | Telespettatori | Share  |
| -------- | -------------- | ------------------ | -------------- | ------ |
| 1ª       | Jordi González | Gran Hermano VIP 3 | 2.905.000      | 19,81% |
| 2ª       | Sandra Barneda | Gran Hermano VIP 4 | 2.387.000      | 17,08% |
| 3ª       | Sandra Barneda | Gran Hermano VIP 5 | 1.793.000      | 14,33% |
| 4ª       | Sandra Barneda | Gran Hermano VIP 6 | 2.294.000      | 18,46% |
| 5ª       | Jordi González | Gran Hermano VIP 7 | 2.551.000      | 22,31% |

### Limite 48 ore
È uno spin-off del Gran Hermano andato in onda settimanalmente per la prima volta durante il Gran Hermano VIP 4. Ritorna due anni dopo, con il Gran Hermano VIP 6
| Edizione | Conduzione           | Conduzione           | Stagione           | Telespettatori | Share  |
| -------- | -------------------- | -------------------- | ------------------ | -------------- | ------ |
| 1ª       | Raquel Sánchez Silva | Raquel Sánchez Silva | Gran Hermano VIP 4 | 2.328.000      | 17,68% |
| 2ª       | Jordi González       | Jordi González       | Gran Hermano VIP 6 | 2.643.000      | 25,83% |
| 3ª       | Jorge Javier Vazquez | Carlos Sobera        | Gran Hermano VIP 7 | 2.700.000      | 26,31% |